# Akridin

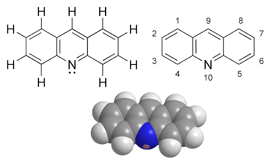
Strukturformler för akridin.

Akridin ( summaformel C13H9N) är en kemisk förening, en heterocyklisk förening som innehåller en kväveatom.

## Egenskaper
Akridin är besläktat med antracen på så sätt att en av CH-grupperna i mittringen är ersatt med en kväveatom, och är även besläktat med pyridin. Akridin är ett gult kristalliniskt ämne, lättlösligt i varmt vatten, och som först isolerades från stenkolstjära.

## Användning
Akridin förhåller sig som en svag bas och är ett utgångsmaterial för produktion av färgämnen (till exempel akridingult) och vissa läkemedel. Många akridinderivat, såsom proflavin, är också antiseptika. Akridin och akridinderivat binder till DNA och RNA genom sin förmåga att interkalera.

### Akridinfärgämnen
Akridinfärgämnen, diaminoderivat av akridin och fenylakridin, kan framställas ur alkylerade m-diaminer och formaldehyd, respektive bensaldehyd: akridingult, akridinorange, bensoflavin, reonin, krysalin, huvudbeståndsdel i fosfin.
Akridinfärgämnena ger på siden- och bomullstyger gula till orange, delvis fluorescerande färger. Krysalin och reonin används vid färgning av läder. Trypaflavin används vid desinfektion av sår, liksom rivanol, ett pulverformigt akridinderivat. De senare har, efter tillkomsten av sulfapreparat och penicillin, ersatts av dessa vid bakteriologisk profylax.